# Trombas
Trombas är en kommun i Brasilien.   Den ligger i delstaten Goiás, i den centrala delen av landet, 280 km norr om huvudstaden Brasília. Antalet invånare är 3 435.
Omgivningarna runt Trombas är huvudsakligen savann. Runt Trombas är det mycket glesbefolkat, med 3 invånare per kvadratkilometer.